# Nonny de la Peña
 (décembre 2019).
La mise en forme du texte ne suit pas les recommandations de Wikipédia : il faut le « wikifier ».
Les points d'amélioration suivants sont les cas les plus fréquents. Le détail des points à revoir est peut-être précisé sur la page de discussion.
- Les titres sont pré-formatés par le logiciel. Ils ne sont ni en capitales, ni en gras.
- Le texte ne doit pas être écrit en capitales (les noms de famille non plus), ni en gras, ni en italique, ni en « petit »…
- Le gras n'est utilisé que pour surligner le titre de l'article dans l'introduction, une seule fois.
- L'italique est rarement utilisé : mots en langue étrangère, titres d'œuvres, noms de bateaux, etc.
- Les citations ne sont pas en italique mais en corps de texte normal. Elles sont entourées par des guillemets français : « et ».
- Les listes à puces sont à éviter, des paragraphes rédigés étant largement préférés. Les tableaux sont à réserver à la présentation de données structurées (résultats, etc.).
- Les appels de note de bas de page (petits chiffres en exposant, introduits par l'outil «  Source ») sont à placer entre la fin de phrase et le point final[comme ça].
- Les liens internes (vers d'autres articles de Wikipédia) sont à choisir avec parcimonie. Créez des liens vers des articles approfondissant le sujet. Les termes génériques sans rapport avec le sujet sont à éviter, ainsi que les répétitions de liens vers un même terme.
- Les liens externes sont à placer uniquement dans une section « Liens externes », à la fin de l'article. Ces liens sont à choisir avec parcimonie suivant les règles définies. Si un lien sert de source à l'article, son insertion dans le texte est à faire par les notes de bas de page.
- La présentation des références doit suivre les conventions bibliographiques. Il est recommandé d'utiliser les modèles {{Ouvrage}}, {{Chapitre}}, {{Article}}, {{Lien web}} et/ou {{Bibliographie}}. Le mode d'édition visuel peut mettre en forme automatiquement les références.
- Insérer une infobox (cadre d'informations à droite) n'est pas obligatoire pour parachever la mise en page.

Pour une aide détaillée, merci de consulter Aide:Wikification.
Si vous pensez que ces points ont été résolus, vous pouvez retirer ce bandeau et améliorer la mise en forme d'un autre article.
Pour les articles homonymes, voir Peña (homonymie).
Nonny de la Peña est une entrepreneuse américaine. Ancienne journaliste et documentariste pour le New York Times et Newsweek, elle est la fondatrice et présidente d'Emblematic Group, une société de production de Réalité Virtuelle.
De la Peña est connue pour avoir créé le concept de journalisme immersif. Ses travaux associent des images de synthèse à des extraits audios pour recréer de réel événements que l’utilisateur peut vivre avec des casques de réalité virtuelle[réf. nécessaire]. Ses projets de journalisme immersif les plus marquants incluent Project Syria (commandé par le Forum économique mondial) sur l'impact psychologique de la guerre dans la région d'Alep et Hunger in LA sur le problème croissant de la faim dans la région de Los Angeles (récompensé au Sundance Film Festival).
Le magazine Wired, mensuel spécialisé dans les technologies émergentes, décrit De la Peña comme l'une des entrepreneuses les plus innovatrices de sa décennie pour avoir réussi à rendre la technologie "plus humaine". Elle est également qualifiée de "marraine de la réalité virtuelle" par Forbes Engadget et The Guardian.
Fast Company a récemment classé de la Peña parmi les «13 personnes qui ont rendu le monde plus créatif».
En 2018, le Wall Street Journal lui décerne le prix de l'innovatrice la plus disruptrice de l'année dans le domaine de la technologie.
Elle est également membre du programme New America National Fellow 2018 membre du groupe consultatif BAFTA VR conférencière TED et récipiendaire du Knight Innovation Award 2016.

## Éducation et carrière
De la Peña grandit à Venise, en Californie. Elle étudie à l'Université Harvard et obtient une double licence en sociologie et en journalisme.
Après avoir obtenu son diplôme de Harvard, de la Peña travaille en tant que pigiste au Mexique avec l’aide du Fonds de journalisme d’investigation. Elle travaille également pour Associated Press pendant les Jeux Olympiques de 1984 et la Coupe du monde de 1986. De la Peña rejoint ensuite le magazine Time en tant que pigiste avant de devenir correspondante de Newsweek en 1987.
Elle a ensuite fréquenté l'Université de Californie du Sud et a obtenu une maîtrise en communautés en ligne de l'école de communication et de journalisme ainsi qu'un doctorat en arts médiatiques de l'école de cinema.
Au début des années 1990, de la Peña a collaboré à plusieurs périodiques, notamment La Familia De Hoy, Caravan et Buzz . En 1991, elle fut la productrice associée de la chaîne HBO  pour le documentaire mort au travail, qui a été nommé pour les Oscars du meilleur long métrage documentaire.
Au cours des années suivantes, elle a écrit sur le personnel de la série télévisée New York Undercover et écrit deux pilotes pour CBS avec son partenaire d'écriture, Angel Dean Lopez. L'un de ses projets pilotes a été produit par Walter Parkes et Laurie MacDonald, qui ont ensuite dirigé DreamWorks.
De la Peña a également travaillé pour le New York Times de 2007 à 2010.

## Pyedog Productions
De la Peña a créé Pyedog Productions en 1994, à la suite de son rôle de productrice associée pour le film Death on the Job, nommé aux Oscars. Le studio se spécialise sur les longs métrages documentaires à fort impact social et culturel, notamment Unconstitutional: La guerre contre nos libertés civiles, The Jaundiced Eye et Mama / MAMA .
Au milieu des années 2000, de la Peña a commencé le développement de projets en réalité virtuel: Gone Gitmo et Hunger in Los Angeles. La société sera finalement renommée Emblematic Group en 2007.

## Début de la réalité virtuelle
En 2007, de la Peña collabore avec l’artiste des médias numériques Peggy Weil pour intégrer une partie du documentaire 2004 de Pyedog intitulé Unconstitutional : la guerre pour nos libertés civiles dans un environnement immersif appelé «Gone Gitmo». Avec une subvention de la Bay Area Video Coalition et de la MacArthur Foundation, elles ont intégré la séquence du documentaire sur Guantanamo Bay au jeu vidéo de simulation Second Life afin de construire une prison virtuelle permettant aux utilisateurs d'être incarcérés et soumis à des techniques de torture.
«Gone Gitmo» a par la suite été repris par New Scientist, Vanity Fair et Der Spiegel. Il fut aussi la couverture du magazine Documentary Magazine en mars 2009. L'œuvre a été exposé à Gijon, en Espagne, pour l'exposition "The Angel of History", co-organisée par le Whitney Museum of Art ainsi qu'au musée d'art moderne de Moscou.
En 2009, de la Peña a commencé à expérimenter avec des casques de réalité virtuelle en tant que chercheuse à l'USC. En 2010, elle produit le projet «Hunger in Los Angeles», une émanation de son projet de recherche à l'USC et du centre de journalisme d'investigation «Hunger in the Golden State».
« Hunger in Los Angeles » est devenu le premier documentaire sur la réalité virtuelle à être présenté au Festival du film de Sundance en janvier 2012. Palmer Luckey, alors employé à temps partiel du laboratoire MxR, a été chargé de créer des lunettes de protection pour la première apparition à Sundance. Neuf mois plus tard, Luckey lance Oculus Rift .

## Emblematic Group
Fondé en 2007 par de la Peña, Emblematic Group est une société de production de réalité virtuelle à fort impact social et culturelle mettant l’accent sur la narration linéaire. À l'aide de techniques de pointe, le groupe s'efforce de raconter des histoires qui créent un engagement empathique de la part des téléspectateurs. Emblematic a également été commandé pour le contenu de marque et utilise une plate-forme expérimentale de capture volumétrique .
- Fusion du Groenland : La deuxième collaboration PBS Frontline documente les changements radicaux du paysage et du climat du Groenland. La vidéo 360 ° 'Greenland Melting' a été créée en juin 2017, tandis que la version à l'échelle de la pièce était l'un des premiers films de réalité virtuelle à être projetée au Festival de Venise cette même année[12].
- After Solitary : La première collaboration avec PBS Frontline raconte l'histoire de Kenny Moore, un détenu récemment libéré de la prison d'État du Maine . Grâce à la photogrammétrie et à la capture vidéo volumétrique, «After Solitary» permet au spectateur de pénétrer dans une cellule d'isolement. Il a été présenté pour la première fois à SXSW 2017 et a remporté un prix du jury, ainsi que le prix Ars Technica Room Scale[13].
- Out of Exile : D'après l'intervention religieuse vécue par Daniel Ashley Pierce lorsque sa famille l'a confronté à propos de son orientation sexuelle. La pièce recrée l'événement en utilisant l'audio enregistré par Pierce la nuit de la confrontation. 'Out of Exile' a été coproduit par l'actrice Sara Ramirez ( Grey's Anatomy ), financé par la Fondation True Colours et présenté pour la première fois à Sundance 2017[14].
- Nous qui restons : En collaboration avec le New York Times, Nuba Reports, AJ + et Arte, «We Who Remain» est le premier film de réalité virtuelle tourné dans une zone de conflit actif. Le public est plongé au cœur de la guerre, où étudiants, mères de famille, journalistes et rebelles s'efforcent d'améliorer leur quotidien au milieu d'un combat qui ne montre aucun signe de fin. Il a fait ses débuts à SXSW et sur NYT VR en 2017[15].
- Kiya : commandé par Al Jazeera America en tant que compagnon de réalité virtuelle du documentaire de Fault Lines intitulé "Death in Plain Sight". La pièce décrit un épisode déchirant dans lequel deux sœurs tentent d'empêcher une troisième d'être tirée par son ex-petit ami. 'Kiya' a été créé pour la première fois à TEDWomen en 2015 et a été choisi par le New York Times pour la sélection inaugurale de films de réalité virtuelle à Sundance 2016[16].
- Recours à la force : financé par le Tribeca Film Institute, Google et Associated Press, une réplique en réalité virtuelle de 5 minutes du défunt Anastasio Hernández-Rojas, un immigré mexicain sans papiers qui vivait aux États-Unis depuis 27 ans et déporté. Il a été violemment battu à mort par des agents de la patrouille de la frontière américaine en mai 2010 à la frontière entre San Diego et Tijuana alors qu'il tentait de retrouver ses cinq enfants et sa femme commune aux États-Unis. Dans Use of Force, des téléspectateurs assistent à l'événement à travers le journalisme de réalité virtuelle de le point de vue des passants, dont beaucoup avaient capturé le passage à tabac. En février 2017, les États-Unis ont réglé une poursuite d'un million de dollars contre la succession de Hernández.
- Projet Syrie : recrée un instant dans le district d'Alep en Syrie. Le spectateur arrive au coin d'une rue. Les enfants chantent et une fusée frappe soudainement, provoquant le chaos. Le projet a été commandé par le Forum économique mondial, qui a utilisé cette pièce pour promouvoir l'action auprès des dirigeants mondiaux[17].
- La faim à Los Angeles : explore le problème croissant de la faim dans la région de Los Angeles. Cette pièce recrée un événement factuel survenu dans une banque de produits alimentaires dans laquelle un homme s'effondra soudainement en crise de diabète due à la faim. Le participant est totalement immergé dans l'expérience, se sentant comme s'il était un témoin réel de l'événement. Ce projet a été commandé par l'Université de Californie du Sud et l'Institute for Creative Technologies et a été présenté pour la première fois au Festival du film de Sundance en 2012[11].

- Prix de journalisme en ligne : Excellence dans le récit immersif - After Solitary (Emblematic, Frontline)[18]
- World VR Forum : Imperial Crown - After Solitary (Emblematic, Frontline)[19]
- Sommet Vision VR / AR : Impact social - Sortir de l'exil: L'histoire de Daniel (Emblematic, Atrevida Productions)[20]
- SXSW : Prix du jury VR / salle-échelle - après solitaire (emblématique, Frontline)[21]
- Ars Electronica : Prix de distinction - Out of Exile: L'histoire de Daniel (Emblematic, Atrevida Productions)[22]
- Social Impact Media Awards : Meilleure expérience sonore - Across the Line (Emblematic, 271 Productions)[23]
- Venice Film Festival : Sélection officielle - Groenland Melting (Emblematic, Frontline, NOVA)[12]
- SXSW : Sélection officielle - Nous qui restons (emblématique, New York Times, Nuba Reports, Arte, AJ +)[24]
- Festival du film de Sundance : sélection officielle - Out of Exile (Emblematic, Atrevida Productions)[25]
- Prix de l'unité : Finaliste du Golden Cube - After Solitary (Emblematic, Frontline)[26]
- Prix Future of Storytelling : finaliste de l'innovation dans le récit - After Solitary (Emblematic, Frontline)[27]

### 2016
- Fondation Knight : Prix de l'innovation[28]
- Mirror Awards : i3 Award[29]
- Festival du film de Sundance : sélection officielle - Kiya (emblématique)[30]
- Festival du film de Sundance : sélection officielle - De l'autre côté de la ligne (emblématique, 271 productions)[31]

### 2015
- Centre pour la créativité consciente: Prix FutureVision - Nonny de la Peña
- My Hero Project : Prix du récit immersif - Projet Syrie (emblématique)[32]
- SXSW : Sélection officielle - One Dark Night (Emblematic)
- Tribeca Film Festival : Sélection officielle - One Dark Night (Emblematic)[réf. nécessaire].

### 2014
- Indiecade 2014 : Impact Award - Recours à la force[33]
- Forum économique mondial : invité officiel - Projet Syrie (emblématique)[34]
- Festival du film de Sundance : sélection officielle - Projet Syrie (emblématique)[35]
- Tribeca Film Festival : Sélection officielle - Recours à la force (emblématique)[36]

2008
- American Film Institute : Meilleure vitrine numérique internationale - Gone Gitmo (Pyedog)[37]

2004
- Festival du film de Berkeley : prix du grand festival, documentaires - inconstitutionnel: la guerre contre nos libertés civiles (Pyedog)[38]
- Sundance Channel : Sélection de la chaîne "Best Of" - Unconstitutional: La guerre pour nos libertés civiles (Pyedog)

2003
- Florida Film Festival : Sélection officielle - Mama / MAMA (Pyedog)
- SXSW : Sélection officielle - Mama / MAMA (Pyedog)

1999
- Festival du film de Toronto : sélection officielle - The Jaundiced Eye (Pyedog)[39]

1994
- Compuserve : Prix de la meilleure utilisation de la plateforme - Chappaquiddick (CourtTV)

1992
- Academy Award : Meilleur candidat au long métrage documentaire - Death on the Job (HBO)

1989
- Prix Genesis : 'Droits des animaux' (Newsweek)